# 吉尔德兰
吉尔德兰（英語：Guilderland）是位于美国纽约州奥尔巴尼县的一个镇，地处奥尔巴尼西部。2010年美国人口普查时，该镇有35,303人。其名称来源于荷兰的海尔德兰省。